# Godzilla, Rey de los Monstruos (historieta)
Godzilla, Rey de los Monstruos es un título de cómic que fue publicado por Marvel Comics, basado en el personaje Godzilla de las películas de Tōhō.

## Historial de publicaciones
De 1977 a 1979, Godzilla protagonizó una serie de cómics de 24 números escritos por Doug Moench, dibujados por Herb Trimpe y publicados por Marvel Comics titulados Godzilla, Rey de los Monstruos.

## Trama
La serie empuja a Godzilla por completo al Universo Marvel. Godzilla aparece por primera vez saliendo de un iceberg cerca de Alaska. En el transcurso de la serie, cruza los Estados Unidos continentales y finalmente termina en la ciudad de Nueva York.
Las apariciones de Godzilla en las primeras 15 películas de Tōhō se mencionan brevemente, pero nunca se mencionan específicamente debido a restricciones de derechos de autor, una vez en cada uno de los dos primeros números. En al menos uno de los temas, Godzilla es visto como "el menor de dos males". Se ha enfrentado con otros monstruos en el pasado y generalmente actúa más como un animal real, aunque uno con niveles inusuales de inteligencia. A pesar de tales alusiones a las películas, Godzilla se representa más como un animal que como la criatura muy inteligente, quizás sapiente, representada en la mayoría de las películas en el momento de la impresión de la serie (1977-79), en lo que se considera el período Showa de las películas de Godzilla (1954-1975). Esta versión de Godzilla, aunque inteligente, no es el protector de la humanidad; sin embargo, a veces muestra compasión por los personajes humanos, como Dum Dum Dugan, el agente de S.H.I.E.L.D. encargado de su captura, destrucción o repulsión de América, y Robert "Little Rob" Takiguchi, nieto de científicos japoneses, la experta Dra. Yuriko Takiguchi, quien considera a Godzilla como un héroe y quien es representada como la única amiga humana de Godzilla. A diferencia de otros personajes cuyas acciones, pensamientos y sentimientos se cuentan a través de globos de pensamiento, los de Godzilla se narran externamente a través de subtítulos.
Godzilla se encuentra no solo con los agentes de S.H.I.E.L.D. durante el transcurso de la serie, sino con muchos otros superhéroes en el universo de Marvel Comics. Entre ellos se encuentran el ahora desaparecido grupo de Los Campeones (menos Ghost Rider y Darkstar, aunque ambos eran miembros en ese momento), Los 4 Fantásticos, Dinosaurio Diablo y Chico Luna y Los Vengadores junto con un breve cameo de Spider-Man en el último número de la serie.
Godzilla también lucha contra otros monstruos gigantes, incluidos Batragon, Ghilaron, Lepirax y Centipor, monstruos creados por el loco genetista Doctor Demonicus, Yetrigar, un gigante Pie Grande, y los monstruos alienígenas Beta-Beast y Mega-Monsters - Triax, Rhiahn y Krollar (que están controlados por dos razas alienígenas en guerra llamadas Betans y Megans, respectivamente). Red Ronin un robot samurái gigante creado específicamente para la serie, reaparece en Avengers, Solo Avengers y una edición de Wolverine, en el que Godzilla recibe un asentimiento oblicuo, siendo referido como un "dinosaurio perdido en el tiempo" (presumiblemente para evitar acciones legales por parte de Toho, ya que Marvel, para entonces, había perdido los derechos para representar a Godzilla). Red Ronin también aparece en la serie Tierra X.
Entre febrero de 1979 y julio de 1979, Marvel tuvo los derechos del cómic tanto de Godzilla como de los Shogun Warriors. Si bien los personajes nunca se cruzaron en sus respectivas series, el artista Herb Trimpe (que hizo la obra de arte para ambas series) dibujó una variación de Godzilla y Rodan junto a Daimos, Gran Mazinger, Raydeen y Gaiking en la página superior de un anuncio de cómic, solicitando los juguetes Shogun Warrior. Mattel Toys (que tenía la licencia de los Shogun Warriors en ese momento) también tenía la licencia para producir juguetes basados en Godzilla y Rodan en ese momento. También en esta época, Marvel había preparado otra historia con Godzilla, donde habría luchado contra el Señor Dragón. Pero como los derechos de autor habían expirado, modificaron a Godzilla en una criatura parecida a un dragón llamada Wani para una historia que se publicó en Marvel Spotlight (vol. 2) # 5 (marzo de 1980).
A pesar de la pérdida de derechos de autor, Marvel continuaría usando Godzilla durante varios años después. En Iron Man # 193, uno de los principales antagonistas de Godzilla de la serie original, Doctor Demonicus, captura, controla mentalmente y muta a Godzilla aún más para que ya no se parezca a su tocayo Toho. Esta versión alterada del monstruo apareció por primera vez en Iron Man # 193 y regresaría en los #194 y 196. Su última aparición hasta la fecha fue en The Thing # 31, donde en realidad se lo conoce como Godzilla (aunque no es se sabe si la persona que dice esto realmente sabe que él es Godzilla, o si esto es solo un ejemplo del nombre que posiblemente se usa para referirse a cualquier dinosaurio verde grande que se parezca a un Tyrannosaurus rex). Godzilla también apareció en una silueta sombreada en un manual de monstruos visto por niños japoneses en Uncanny X-Men # 181 (mayo de 1981). Aquí los niños se refieren a él como Gojira, su nombre japonés.
Aparte de esto, Godzilla ha sido referenciado o parodiado en otros cómics de Marvel. En Web of Spider-Man Annual # 2 (1986), el personaje Warlock de los Nuevos Mutantes se convirtió en Godzilla y luego en King Kong durante un alboroto en la ciudad de Nueva York. En The New Mutants Annual # 3 (1987), el Hombre Imposible se convierte en Godzilla durante una batalla con Warlock, quien se convierte en Red Ronin. En The Amazing Spider-Man # 413 (julio de 1996), Spider-Man lucha contra un juguete robot gigante Godzilla (entre otros juguetes robot gigantes) creado por el villano Mysterio. En The Mighty Avengers # 1 (mayo de 2007), aparece una criatura que se parece al Godzilla Heisei (años 80 y 90), junto con otros monstruos gigantes enviados para atacar el mundo de la superficie por el Hombre Topo. Cuando se solicitó este problema en Marvel Previews a través de una página de adelanto, la criatura tenía las espinas dorsales distintivas de Godzilla, pero cuando se publicó el cómic real, las espinas dorsales habían sido eliminadas. Godzilla también se menciona en el cómic de 2005 Marvel Monsters: From the Files of Ulysses Bloodstone and the Monster Hunters. En Astonishing X-Men (vol. 3) # 36 (abril de 2011), el monstruo Fin Fang Foom está arrasando el centro de Tokio. En un panel, pasa por un edificio que tiene una valla publicitaria de Godzilla en su techo.
El Atlas de Marvel Comics (en el artículo sobre Japón) afirma que la Era de los Monstruos comenzó en 1954, lo que evidentemente es una referencia a la película original Godzilla. Además, la entrada menciona que Godzilla regresa años después en América del Norte y es la razón de la construcción de Red Ronin y la formación del Escuadrón Godzilla de S.H.I.E.L.D. Anti-Godzilla del Helicarrier de S.H.I.E.L.D., el Behemoth, ha resurgido recientemente bajo el mando de Amadeus Cho en El increíble Hércules # 115 (abril de 2008). La Dra. Yuriko Takiguchi también ha reaparecido en los últimos años, después de haber sido reclutada por la Bestia para unirse a su X-Club en Uncanny X-Men # 506 (abril de 2009). Otro monstruo parecido a Godzilla sirvió como "evento de autodestrucción" para el laboratorio de Takiguchi en la isla Kunashir en X-Men: First Class (vol. 2) # 3 (octubre de 2007).
En 2006, Marvel reimprimió toda la tirada de 24 números de Godzilla, King of the Monsters como un libro de bolsillo comercial llamado Essential Godzilla, King of the Monsters. Como toda la línea Essential de Marvel, la serie se publicó en blanco y negro en lugar de en color, como en su impresión original.

## Recepción
Esta versión de Godzilla ocupó el puesto 23 en la lista de Den of Geek de los 31 mejores personajes de monstruos de Marvel Comics en 2015.